# 布氏塔氏魚
布氏塔氏魚，為黑頭魚科的其中一種，為深海魚類，分布於東南太平洋智利海域，深度250-780公尺，體長可達18.6公分，棲息在中層水域，生活習性不明。

## 扩展阅读
維基物種上的相關：布氏塔氏魚